# Friedel Späth
Friedel Späth (* 3. April 1935; † 4. November 2022) war ein deutscher Fußballspieler, der je einmal in der Oberliga Südwest und der Oberliga Süd mit seinen damaligen Vereinen 1. FC Kaiserslautern bzw. Karlsruher SC die Meisterschaft erringen konnte.

## Laufbahn

### Vereine, Oberliga bis 1962
Der vielseitige Allrounder im linken Spielfeldbereich, Friedel Späth, kam aus der Jugend der SV Weisenau und gewann gerade in die Seniorenmannschaft gekommen, in der Runde 1953/54 mit den Rot-Weißen von der Bleichstraße die Meisterschaft in der Amateurliga Südwest und war damit am Aufstieg in die 2. Liga Südwest beteiligt. Zwei Runden sammelte er Spielerfahrung in der II. Division und nahm dann zur Runde 1956/57 das Angebot der Walter-Elf vom 1. FC Kaiserslautern an und wechselte an den Betzenberg.
Am dritten Spieltag, dem 2. September 1956, debütierte er beim Auswärtsspiel ausgerechnet gegen Mainz 05 in der Oberliga Südwest. Er spielte auf Rechtsaußen und wurde von Fritz Walter – der auf Halbrechts das Lautrer Spiel dirigierte – in den Angriff der „Roten Teufel“ eingebunden. Lautern gewann mit 7:0 Toren und der Debütant erzielte einen Treffer. Der 1. FC Kaiserslautern gewann die Meisterschaft 1957 im Südwesten und der Mann aus Weisenau hatte in 16 Einsätzen acht Treffer erzielt. In der Endrunde war er im Juni 1957 bei den Spielen gegen Hertha BSC (14:1-Sieg), Borussia Dortmund und Kickers Offenbach jeweils als Linksaußen aktiv und erzielte insgesamt zwei Tore. Im Jahr der Fußball-Weltmeisterschaft 1958 in Schweden, Kaiserslautern trat als Südwest-Vize – Späth hatte 29 Spiele mit sieben Toren absolviert – in der Qualifikation gegen den 1. FC Köln an, bildete er am 19. April 1958 beim 3:0 Remis nach Verlängerung mit Karl Schmidt das Verteidigerpaar der Lautrer. Im ersten Jahr ohne Fritz Walter, 1958/59, reichten auch die 23 Tore von Späth in 22 Spielen nicht für die erneute Meisterschaft im Südwesten. Kaiserslautern landete auf dem dritten Rang. Nach 67 Oberligaspielen mit 38 Toren wechselte Friedel Späth zur Runde 1959/60 in die Oberliga Süd zum Karlsruher SC.
Mit dem neuen Trainer Eduard Frühwirth – Späth absolvierte 28 Spiele und erzielte dabei sieben Tore – holte sich der KSC 1960 die süddeutsche Meisterschaft und zog in die Endrunde um die deutsche Fußballmeisterschaft ein. Sein Debüt in der Oberliga Süd gab Späth am ersten Spieltag, den 23. August 1959, bei der 2:3-Auswärtsniederlage beim SSV Reutlingen. Der KSC-Angriff setzte sich dabei mit Willy Reitgaßl, Reinhold Wischnowsky, Heinz Schmitt, Günter Herrmann und Friedel Späth zusammen. Seine Vielseitigkeit unterstrich Späth auch im Mai–Juni 1960 in der Endrunde in den sechs Spielen gegen Westfalia Herne, Hamburger SV und Borussia Neunkirchen. Er eröffnete die Endrunde im Heimspiel gegen Herne als Linksaußen – erzielte beim 5:4-Sieg im Wildparkstadion gegen Hans Tilkowski zwei Tore –, bekämpfte acht Tage später in Hamburg als rechter Verteidiger den schnellen Flügelflitzer Gert Dörfel, agierte in den zwei Partien gegen das Team aus dem Ellenfeldstadion einmal als rechter bzw. linker Verteidiger, war beim 4:3-Heimsieg gegen den späteren Deutschen Meister HSV als Halblinks zweifacher Torschütze und beendete die Endrunde wiederum als linker Verbinder am 18. Juni 1960 mit dem 2:2-Remis im Stadion am Schloss Strünkede gegen Westfalia Herne. Für seine jeweiligen Vereine war die Vielseitigkeit von Friedel Späth auf jeden Fall von Vorteil, ob das auf seine Karriere in gleichem Maße zutrifft, kann bezweifelt werden. Am 30. Juli 1960 gewann er durch einen 2:1-Sieg in Mannheim gegen Eintracht Frankfurt den süddeutschen Pokal. Im DFB-Pokal war er beim 2:0 Halbfinalerfolg gegen den FK Pirmasens am 21. September 1960 dabei. Am 5. Oktober war er beim Finale in Düsseldorf gegen Borussia Mönchengladbach als Halblinks für den KSC im Einsatz, den Pokal holte aber die Bökelbergelf mit einem 3:2-Erfolg. Im zweiten Karlsruher Jahre erzielte er in 23 Einsätzen 18 Tore und der KSC kam auf den dritten Rang im Schlussklassement. Nach 51 Spielen mit 25 Toren beendete Späth im Sommer 1961 seine Aktivität in Karlsruhe und zog zum FSV Frankfurt weiter.
Im Stadion Bornheimer Hang erlebte er bei den Schwarzen-Blauen 1962 den Abstieg in die 2. Liga Süd und 1963 durch den Meisterschaftsgewinn die Aufnahme in die neue Fußball-Regionalliga Süd zur Runde 1963/64. Insgesamt hat Friedel Späth von 1956 bis 1962 für die Vereine 1. FC Kaiserslautern, Karlsruher SC und FSV Frankfurt 142 Oberligaspiele bestritten und dabei 65 Tore erzielt.

### Regionalliga Süd, 1963 bis 1971
Die zwei ersten Runden der Regionalliga, 1963/64 und 1964/65, bestritt Späth mit dem FSV Frankfurt. Herausragend waren dabei die zwei Heimsiege gegen den FC Bayern München: am 17. November 1963 mit 3:0 Toren und am 2. Mai 1965 mit 2:1 Treffern. Von 1963 bis 1965 kam Späth für den FSV auf 66 Spiele mit 28 Toren.
Mit 30 Jahren schloss er sich zur Runde 1965/66 dem Aufsteiger SC Opel Rüsselsheim an. Sechs Runden gehörte er der Stammbesetzung bei den Schwarz-Gelben vom Stadion am Sommerdamm an. Friedel Späth lief von 1965 bis 1971 in 163 Regionalligaspielen für Rüsselsheim auf das Feld und erzielte dabei 37 Treffer. Insgesamt stehen für ihn 229 Regionalligaspiele mit 65 Toren zu Buche. Sein letztes Spiel bestritt er am 19. Mai 1971 beim 3:2-Heimsieg gegen den SSV Reutlingen, als er nochmals auf Rechtsaußen stürmte.

## Auswahlspiele, 1957 bis 1959
In seinem zweiten Jahr in Kaiserslautern, 1957/58, spielte sich Friedel Späth in die Reihen der DFB-Teams. Am 17. November 1957 hatte er es als Linksverteidiger mit dem schnellen Richard Kreß von Eintracht Frankfurt beim Repräsentativspiel von Südwestdeutschland gegen Süddeutschland zu tun. Am 26. Februar 1958 verteidigte er in der U 23 des DFB beim Länderspiel in Wuppertal gegen Belgien. Er gehörte dem Länderspielaufgebot für die Begegnung am 19. März 1958 in Frankfurt gegen Spanien an und bildete mit Georg Stollenwerk in Basel am 26. März bei einem Testspiel einer Schweizer Auswahl gegen eine deutsche B-Auswahl das Verteidigerpaar. Danach wurde er für das Länderspiel am 2. April 1958 in Prag gegen die Tschechoslowakei nominiert, er verletzte sich unmittelbar davor und konnte die Reise nicht antreten. Späth wurde von Bundestrainer Sepp Herberger auch nicht für den Kader zur Fußball-Weltmeisterschaft 1958 in Schweden nominiert.
Als Spieler des Karlsruher SC absolvierte er am 8. November 1959 in Saarbrücken ein B-Länderspiel gegen Ungarn. Beim deutschen 2:1-Erfolg agierte die DFB-Abwehr mit Torhüter Horst Schnoor, den Verteidigern Gustav Witlatschil und Friedel Späth sowie in der Läuferreihe mit Hermann Nuber, Willi Koll und Dieter Seeler. Danach wurde Späth nicht mehr in Auswahlmannschaften des DFB berufen.

## Ende der Laufbahn
Ab der Runde 1971/72 beendete Friedel Späth seine langjährige Laufbahn im Amateurbereich durch seinen Wechsel zu Germania Ober-Roden.